# Okręg wyborczy Tyrone
Okręg wyborczy Tyrone powstał w 1801 r. i wysyłał do brytyjskiej Izby Gmin dwóch deputowanych. Okręg obejmował irlandzkie hrabstwo Tyrone. Został zlikwidowany w 1885 r.

## Deputowani do brytyjskiej Izby Gmin z okręgu Tyrone
- 1801–1802: Somerset Lowry-Corry, wicehrabia Corry
- 1801–1812: James Stewart
- 1802–1806: John Stewart
- 1806–1812: Thomas Knox
- 1812–1825: John Stewart
- 1812–1818: Thomas Knox
- 1818–1830: William Stewart, wigowie
- 1825–1873: Henry Lowry-Corry, Partia Konserwatywna
- 1830–1835: Hugh Stewart, Partia Konserwatywna
- 1835–1837: lord Claud Hamilton, Partia Konserwatywna
- 1837–1839: James Alexander, wicehrabia Alexander, Partia Konserwatywna
- 1839–1874: lord Claud Hamilton, Partia Konserwatywna
- 1873–1880: Henry William Lowry-Corry, Partia Konserwatywna
- 1874–1885: John William Ellison Macartney, Partia Konserwatywna
- 1880–1881: Edward Falconer Litton, Partia Liberalna
- 1881–1885: Thomas Alexander Dickson, Partia Liberalna